# Mircea Eliade
Mircea Eliade, född 13 mars 1907 i Bukarest, Rumänien, död 22 april 1986 i Chicago, Illinois, USA, var en rumänsk religionshistoriker och författare. Han studerade filosofi i Bukarest och sedan sanskrit och indisk filosofi i Calcutta. Sedermera blev han professor vid universitetet i Chicago, USA.
Genom filosofiprofessorn Nae Ionescu blev Eliade del av en gruppering av kristna högerextrema intellektuella i Rumänien i Järngardet som leddes av den religiösa Corneliu Zelea Codreanu. Efter andra världskriget bosatte han sig i Paris där han undervisade i religionsvetenskap vid Sorbonne. 1956 blev han inbjuden till universitetet i Chicago som gästföreläsare och två år senare blev han professor i religionshistoria där. Mest känd är Eliade kanske för sin forskning om shamanism, bland annat publicerad i verket Le Chamanisme et les techniques archaïques de l'extase (1950). Han var även skönlitterär författare.